# 21 detektivů
21 detektivů je název reprezentativní české antologie anglo-amerických detektivních povídek z roku 1967 o rozsahu více než 400 stránek, která se zatím dočkala celkem tří vydání. Všechny povídky přeložila Eva Outratová, její manžel Vladimír Outrata napsal ke knize předmluvu a podílel se také na výběru a uspořádání povídek a profilových medailoncích jednotlivých autorů a literárních detektivů. Autorem ilustrací (koláží) je Zbyněk Sekal.

## Vydání a pozměněný název
První vydání vyšlo v roce 1967 v nákladu 50 000 výtisků v nakladatelství Odeon (422 stran)., tedy v období, kdy již de facto došlo k rehabilitaci detektivky jako literárního žánru v tehdejším Československu a již nemusela obhajovat samotné právo na existenci a na místo v edičních plánech československých nakladatelství. Druhé vydání z roku 1970 vyšlo rovněž v Odeonu, v edici Čtení na dovolenou a v nákladu 75 000 výtisků, ale pod mírně pozměněným názvem Jeden a dvacet detektivů  (nezaměňovat s jinou antologii stejného žánru z roku 2001 s velmi podobným názvem Jednadvacet detektivů, kterou připravili zahraniční editoři). Zatím poslední třetí vydání z roku 1992 (náklad neuveden) vyšlo v nakladatelství Svoboda  a vrátilo se k původnímu názvu 21 detektivů.

## Obsah knihy
Antologie je reprezentativním průřezem tvorby zakladatelů žánru jako takového. Obsahuje celkem 21 detektivních povídek, z toho 16 povídek napsali angličtí a pět američtí autoři. Kromě toho obsahuje medailónky všech autorů a pokud detektiv z povídky vystupuje i v dalších dílech autora (což platí pro řadu povídek), tak také medailónek daného literárního detektiva (např. Sherlocka Holmese, otce Browna nebo slečny Marplové). Mnoho vybraných povídek pochází z tzv. „zlatého věku klasické detektivky“, který zahrnuje období 1880–1930. Tehdy se stanovovala pravidla detektivního žánru a byl založen anglický „Detection Club“. Zbylé povídky jsou z období 1931–1950. 
Samotní editoři antologie v předmluvě uvádějí, že byly vybrány pouze tzv. klasické detektivní povídky a výhradně z anglosaské oblasti. Současně chtěli podat reprezentativní přehled od okamžiku, kdy detektivka vznikla jako samostatný a svébytný literární žánr a současně představit různé varianty povídek, ať už jde o druh zápletky, prostředí děje, charakteristiky hrdinů a metody vyšetřování. Celkem podrobně rozebírají úskalí takovéhoto výběru a explicitně zmiňují i několik autorů a literárních postav, které by podle jejich názoru a uvedených kritérií do tohoto výběru jednoznačně patřili, ale nevešli se vzhledem k rozsahu knihy. V antologii z anglických postav nejsou dr. Priestly Johna Roda a Mr. Fortune E. C. Balileyho, z amerických pak Sam Spade Dashiella Hammetta a Nero Wolfe od Rexe Stouta. Kniha obsahuje tyto povídky:
- Arthur Conan Doyle: Škola v Opatství (prvně vydáno 1904)
- Jacques Futrelle: Záhada tajemné zbraně (1950)
- Robert Barr: Sdružení roztržitých (1906)
- Richard Austin Freeman: Hliníková dýka (1909)
- J. S. Fletcher: Jak ctihodný pán Leggatt složil navštívenku (1927)
- Gilbert Keith Chesterton: Vodník (1935)
- Melville Davisson Post: Věk zázraků (1916)
- Victor L. Whitechurch: Obraz sira Gilberta Murrella (1905)
- E. C. Bentley: Málo známý lord (1938)
- Freeman Wills Crofts Hlavička od Greuze (1921)
- Agatha Christie: Krev na dlažbě (1932)
- Dorothy L. Sayersová: Podezření (1939)
- Ronald A. Knox: Vyřešeno při inspekci (1925)
- Robert Eustace a Edgar Jepson: Čajový lístek (1925)
- Anthony Berkeley: Náhoda mstí (1929)
- Edgar Wallace: Honba za pokladem (1925)
- Margery Allinghamová: Důkaz in camera (1949)
- Ellery Queen: Záhada semi černých koček (1934)
- Erle Stanley Gardner: Záhada rudých rtů (1948)
- Carter Dickson (John Dickson Carr): Vražda v neexistujícím pokoji (1938)
- Edmund Crispin: Lacrimae rerum (1949)

## Recenze a hodnocení čtenářů
Antologie má též vysoké až velmi vysoké hodnocení na čtenářských webech. Počátkem dubna 2023 má na webu Databáze knih celkové skóre 88 % při 55 hodnoceních, na webu „Pitaval: databáze detektivní, thrillerové a špionážní literatury“ má celkové skóre dokonce 99 % při jedenácti hodnoceních.